# 渭川道
渭川道，中华民国初期设置的道。
1913年4月置陇南道，治天水县（今甘肃省天水市）。属甘肃省。辖天水县、秦安县、清水县、徽县、两当县、礼县县、通渭县、宁远县、伏羌县、西和县、武都县、西固县、文县、成县等县。1914年6月由陇南道改置渭川道，属甘肃省。治天水县（今甘肃省天水市）。下辖辖天水县、秦安县、清水县、徽县、两当县、礼县、通渭县、武山县、伏羌县、西和县、武都县、西固县、文县、成县等县。辖区约当今甘肃省武山县、礼县、宕昌县、陇南市、文县等县市以东，通渭县、秦安县、张家川县等县以南地区。1927年废。